# Pasieka (województwo łódzkie)
Pasieka – wieś w Polsce położona w województwie łódzkim, w powiecie kutnowskim, w gminie Żychlin.
W latach 1975–1998 miejscowość położona była w województwie płockim.